# Eilert

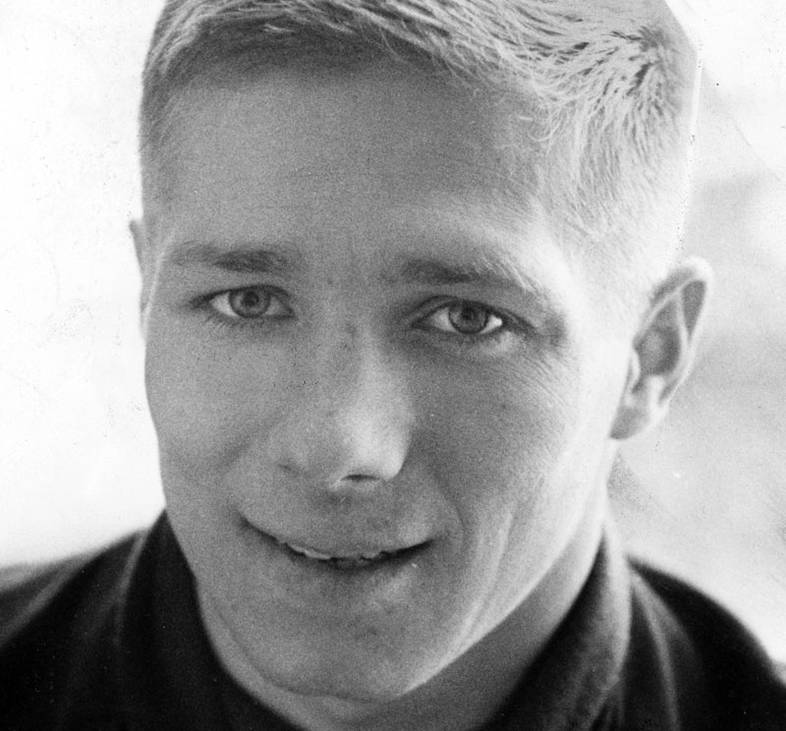
Eilert ”Garvis” Määttä

Eilert eller Ejlert är ett tyskt mansnamn som betyder ungefär "vassa eggen".
Namnet är ovanligt.
31 december 2009 fanns det totalt 1072 personer i Sverige med namnet Eilert/Ejlert, varav 341 med det som tilltalsnamn.
År 2003 fick 3 pojkar namnet, varav 1 fick det som tilltalsnamn.
Namnsdag: 24 oktober, (1986-1992: 3 oktober).

## Personer som heter Eilert/Ejlert
- Ejlert Bjerke, norsk författare
- Eilert ”Garvis” Määttä, svensk ishockeyspelare
- Eilert Pilarm, artist, känd som "Husum-Elvis"
- Eilert Sundt, norsk sociolog

### Fiktiva personer som heter Eilert
- Eilert i filmen Jägarna, spelad av Rolf Degerlund.